# Ixodes ornithorhynchi
Ixodes ornithorhynchi är en fästingart som beskrevs av Lucas 1846. Ixodes ornithorhynchi ingår i släktet Ixodes och familjen hårda fästingar. Inga underarter finns listade i Catalogue of Life.
Arten är specialiserad på näbbdjuret.